# Districtul Neustadt an der Aisch-Bad Windsheim
Districtul Neustadt an der Aisch-Bad Windsheim este un district rural (în germană Landkreis) din regiunea administrativă Franconia Mijlocie, landul Bavaria, Germania.

## Orașe și comune
| orașe 1. Bad Windsheim (12.128) 2. Burgbernheim (3.057) 3. Neustadt a.d.Aisch (12.431) 4. Scheinfeld (4.751) 5. Uffenheim (6.404) comune (târg) 1. Baudenbach (1.193) 2. Burghaslach (2.509) 3. Dachsbach (1.751) 4. Emskirchen (6.128) 5. Ippesheim (1.157) 6. Ipsheim (2.173) 7. Marktbergel (1.654) 8. Markt Bibart (2.000) 9. Markt Erlbach (5.739) 10. Markt Nordheim (1.166) 11. Markt Taschendorf (1.093) 12. Neuhof a.d.Zenn (2.085) 13. Obernzenn (2.720) 14. Oberscheinfeld (1.303) 15. Sugenheim (2.391) 16. Uehlfeld (2.976) | comune 1. Diespeck (3.669) 2. Dietersheim (2.157) 3. Ergersheim (1.179) 4. Gallmersgarten (806) 5. Gerhardshofen (2.539) 6. Gollhofen (825) 7. Gutenstetten (1.414) 8. Hagenbüchach (1.231) 9. Hemmersheim (685) 10. Illesheim (892) 11. Langenfeld (1.020) 12. Münchsteinach (1.476) 13. Oberickelsheim (698) 14. Simmershofen (982) 15. Trautskirchen (1.344) 16. Weigenheim (1.014) 17. Wilhelmsdorf (1.293) |

1. 1 2  GeoNames